# کاثی
ابوالحکیم محمد بن عبدالملک صالحی خوارزمی کاثی (کاث در قدیم مرکز خوارزم بود) در حدود ۱۰۳۴ میلادی در بغداد برآمد.
شیمی‌دان مسلمان و ایرانی بود که در ۱۰۳۴ میلادی رساله‌ای راجع به کیمیا نوشت به نام عَیْن الصَنْعَة و عَوْن‌ُ الصِناعة، که از برخی جهات شباهت تامی دارد به رسالهٴ گِبِر لاتینی.